# Falcitettix occidentalis
Falcitettix occidentalis är en insektsart som beskrevs av Alexander Fyodorovich Emeljanov 1989. Falcitettix occidentalis ingår i släktet Falcitettix och familjen dvärgstritar. Inga underarter finns listade i Catalogue of Life.